# Villarreal de Huerva (kommunhuvudort)
Villarreal de Huerva är en kommunhuvudort i Spanien.   Den ligger i provinsen Provincia de Zaragoza och regionen Aragonien, i den nordöstra delen av landet, 220 km öster om huvudstaden Madrid. Villarreal de Huerva ligger 871 meter över havet och antalet invånare är 197.
Terrängen runt Villarreal de Huerva är platt åt sydväst, men åt nordost är den kuperad. Villarreal de Huerva ligger nere i en dal. Runt Villarreal de Huerva är det mycket glesbefolkat, med 4 invånare per kvadratkilometer. Närmaste större samhälle är Cariñena, 17,2 km norr om Villarreal de Huerva. Trakten runt Villarreal de Huerva består till största delen av jordbruksmark.